# Bayi Football Team
El Bayi Football Team fue un equipo de fútbol de la República Popular China que militó en la Super Liga China, la liga de fútbol más importante del país.

## Historia
Fue fundado en el año 1951 en la capital Pekín y era el equipo representativo del Ejército Popular de Liberación. Su nombre significaba 2 términos, Ba es el número 8 en chino y Yi era el número 1, que todo junto sugnificaba la fecha de la fundación del ejército, el 1 de agosto de 1927. Por ser un equipo apoyado por el Ejército Popular, nunca contrató jugadores extranjeros ni patrocinadores populares.
Con la creación de la Super Liga China en 1994 e, equipo vagó por varias ciudades por razones financieras, como Taiyuan, Xi'an, Kunming, Shijiazhuang, XinXiang, Liuzhou y Xiangtan, Hunan y por razones de Patrocinador cambió de nombre varias veces hasta que en el año 2003, el Ejército Popular de Liberación desapareció al equipo.
Ganó 5 títulos de liga y 1 torneo de Copa; aparte de que participó en 1 torneo continental, en la Copa de la AFC del año 1988, donde fue eliminado en la fase de grupos por el Yomiuri FC de Japón, el Federal Territory de Malasia y el Kazma SC de Kuwait.

## Palmarés
- Super Liga China: 5

1953, 1974, 1977, 1981, 1986
- Copa de China de fútbol: 1

1990

## Participación en competiciones de la AFC
- Copa de Clubes de Asia: 1 aparición

1988 - Fase de grupos

## Jugadores destacados
| - Zeng Xuelin - Xu Genbao (1965–1975) - Chi Shangbin | - Zhu Guanghu - Pei Encai (1972–1982) - Jia Xiuquan (1976–1988) | - Jiang Jin (1987–1999) - Hao Haidong (1986–1996) - Li Leilei (1999–2003) |

## Nombres que Usó
- 1951-1998: Bayi FC
- 1999: Bayi Jinsui
- 2000-2002: Bayi Zebon (Zhenbang)
- 2003: Bayi Xiangtan